# Еберхард II (херцог на Вюртемберг)
Еберхард II Млади (на немски: Eberhard II, der Jüngere; * вер. 1 февруари 1447, Вайблинген; † 17 февруари 1504, замък Линденфелс в Оденвалд) от род Дом Вюртемберг, е като Еберхард VI от 1480 до 1496 г. граф на Вюртемберг-Щутгарт и като Еберхард II от 1496 до 1498 г. вторият херцог на Вюртемберг.

## Живот
Еберхард е син на граф Улрих V (1413 – 1480) от Вюртемберг и втората му съпруга Елизабет Баварска (1419 – 1451) от Бавария-Ландсхут, дъщеря на баварския херцог Хайнрих XVI.
Младежките си години той прекарва повече в двора на Бургундия. През 1461 г. участва в Реймс при короноването на Луи XI от Франция и се връща обратно във Вюртемберг през 1462 г.
Еберхард II се жени между 1465 и 1467 г. за маркграфиня Елизабет фон Бранденбург (1451 – 1524) от род Хоенцолерн, дъщеря на Албрехт Ахилес (1414 – 14869, курфюрст на Бранденбург, и първата му съпруга Маргарета фон Баден (1431 – 1457).
На 8 февруари 1480 г. Еберхард поема управлението от баща си. Еберхард VI става като Еберхард II през 1496 г. херцог на Вюртемберг след смъртта на херцог Еберхард I Брадатия. Обаче той получава трудности с първенците на страната си. Те го свалят и той бяга в Улм. Той получава годишна пенсия от 6000 гулдена.
Еберхард намира подслон при курфюрст Филип фон Пфалц. През 1504 г. той умира в изгнание в замък Линденфелс в Оденвалд. Погребан е в манастирската църква в Хайделберг.